# Simon Chinn
Pour les articles homonymes, voir Chinn.
Simon Chinn est un producteur britannique de films et de documentaires ayant reçu un double oscars du cinéma en 2013.

## Biographie
Simon Chinn est le fondateur de la société Red Box Films et cofondateur de la société Lightbox.
Simon Chinn a été le producteur de certains des longs métrages documentaires ayant obtenu un grand succès auprès du public ces dernières années, notamment Man on Wire ou Le Funambule réalisé par James Marsh sur le thème du funambule Philippe Petit et Sugar Man un film suédois et britannique réalisé par Malik Bendjelloul.
Depuis 2009, il est le mécène et parrain du Festival Branchage, festival de films de Jersey.

## Filmographie
- The Green Prince (2014)
- The Legend of Shorty (2014)
- Garnet's Gold (2014)
- Signal To Noise (2014) (série télé)
- Everything or Nothing (2012)
- The Imposter (2012)
- Searching for Sugar Man (2012)
- Project Nim (2011)
- Man on Wire (2008)
- To Be First (2007)
- The Government Inspector (2005)
- America Beyond the Color Line with Henry Louis Gates Jr. (2002) (série télé)
- Frontline (2004) (série télé) (épisode L'invasion de l'Irak)
- Smallpox 2002: Silent Weapon (2002)
- War In Europe (2000)
- On Air (1998) (série télé)
- The Feel Good Factor (1997) (série télé)